# Martinsyde
Martinsyde — британская компания, основанная в 1908 году, которая занималась проектированием и производством самолётов, а затем мотоциклов. Она сыграла заметную роль в авиации и моторной индустрии в первой половине XX века.

## История
Martinsyde изначально была известна производством самолётов в годы Первой мировой войны. Они проектировали и строили различные модели, включая истребители, разведывательные самолёты и спортивные самолёты. Одной из известных моделей был Martinsyde G.100 «Elephant», биплан, использовавшийся для разведки и поддержки наземных операций. Однако в послевоенное время спрос на военные самолёты резко сократился, что повлияло на дальнейшее развитие компании.
После войны Martinsyde начала производство мотоциклов, чтобы сохранить бизнес. Их мотоциклы отличались высоким качеством и мощными двигателями. Однако компания не смогла выдержать экономические трудности, связанные с послевоенной депрессией, и в 1922 году обанкротилась.
Хотя Martinsyde больше не существует, её вклад в развитие авиации и мотоциклетной техники является частью истории британской промышленности. Некоторые сохранившиеся экземпляры самолётов и мотоциклов компании сегодня представляют интерес для коллекционеров и историков техники.